# Lea (Cheshire)
Pour les articles homonymes, voir Lea.
Lea est une paroisse civile rurale située dans le comté de Cheshire en Angleterre. Elle ne comprend que quelques fermes. Une maison de ferme appelée Lea Hall date du XVIe siècle et est déclarée monument historique du grade II*.